# یواس‌اس استورجن (اس‌اس-۱۸۷)
یواس‌اس استورجن (اس‌اس-۱۸۷) (به انگلیسی: USS Sturgeon (SS-187)) یک زیردریایی بود که طول آن ۳۰۸ فوت ۰ اینچ (۹۳٫۸۸ متر) بود. این زیردریایی در سال ۱۹۳۸ ساخته شد.

## ساخت و ساز
عملیات ساخت این زیر دریایی در تاریخ ۲۷ اکتبر ۱۹۳۶ از طرف کشتی سازی دریایی جزیره ماری آماده گردید. او در ۱۵ مارس ۱۹۳۸ راه اندازی از طرف آلیس ان. فریمن، همسر چارلز اس. فریمن، فرمانده نیروی زیردریایی، ناوگان ایالات متحده در آن وقت، پشتیبانی شد. این قایق در تاریخ ۲۵ ژوئن ۱۹۳۸ راه اندازی شد.